# Лыжное двоеборье на зимних Олимпийских играх 1964
Соревнования по лыжному двоеборью на зимних Олимпийских играх 1964 в Инсбруке прошли со 2 по 3 февраля. Был разыгран 1 комплект наград. В соревнованиях приняло участие 32 спортсмена из 11 стран.

## Медалисты
| Вид     | Золото                  | Серебро              | Бронза                                     |
| ------- | ----------------------- | -------------------- | ------------------------------------------ |
| Мужчины | Тормод Кнутсен Норвегия | Николай Киселёв СССР | Георг Тома Объединённая германская команда |